# Cobert de Solanells
El Cobert de Solanells és una cabana en desús d'Espinelves (Osona) inclosa a l'Inventari del Patrimoni Arquitectònic de Catalunya.

## Descripció
Edifici civil. Cabana agrícola de planta rectangular (3 x 4 m), coberta a dues vessants i amb el carener perpendicular a la façana, situada a migdia. Consta de planta baixa i pis. La façana presenta un voladís més ampli que la resta de l'edifici i sota el carener hi ha una columna feta amb pedra basta. A la part esquerra hi ha una obertura rectangular a cada nivell i a la part dreta hi ha un portalet a la planta baixa i una obertura que segueix el ràfec del teulat. La resta dels murs són cecs. L'estat de conservació és bo.

## Història
La cabana devia estar atalussada al pendent per la part nord, però degut a destinar la masia a casa de colònies, s'hi ha obert una carretera.
La història de la cabana va unida a la del mas Solanells.